# All at Once (Whitney Houston)
All at Once è una romantica canzone pop del 1985, interpretata da Whitney Houston e contenuta nell'album eponimo della cantante, uscito nello stesso anno.
Si tratta di uno dei brani più celebri della cantante statunitense, e insieme a Greatest Love of All contribuì in modo decisivo a portare la Houston all'attenzione del pubblico.
Gli autori del brano sono Michael Masser e Jeffrey Osborne..
Il singolo, uscito tra il 1985 e il 1986, raggiunse la posizione n.4 in Italia, la n.2 in Belgio e la n.6 nei Paesi Bassi.

## Testo
Il testo della canzone parla di un grande amore finito bruscamente ma che non si può dimenticare, e del quale rimane soltanto il ricordo, l'unica cosa a cui ci si può appigliare (dice: holding on to memories). Il dolore per questa perdita - anche se non lo si vuole dare a vedere - rimane comunque troppo forte, tanto da non riuscire a trattenere le lacrime (ne escono metaforicamente un milione);  ed è difficile vedere l'unica persona che si sia mai amata (you're the only love I've known) felice tra le braccia altrui e i propri sogni distruggersi all'improvviso (all at once).

## Tracce

### 45 giri (Versione per l'Europa 1, 1985)[3]
- All at Once (Jeffrey Osborne-Michael Masser)
- Greatest Love of All (Linda Creed-Michael Masser)

### 45 giri (Versione per l'Europa 2, 1985)[8]
- All at Once
- Someone for Me

### 45 giri (Versione per l'Italia, 1985)[9]
- All at Once
- Hold Me (Linda Creed-Michael Masser) (con Teddy Pendergrass)

### 45 giri maxi[10]
- All at Once
- Thinking About You
- Someone for Me

### CD singolo (Giappone, 1996)[11]
- All at Once
- Moment of Truth

## Classifiche
| Paese              | Posizione massima | Nr. di settimane |
| ------------------ | ----------------- | ---------------- |
| Belgio             | 2                 |                  |
| Italia (1987)      | 4                 |                  |
| Paesi Bassi (1986) | 6                 | 11               |

## Esibizioni in Italia
In Italia, dove l'album  Whitney Houston era uscito da poco, ebbe grande successo in particolar modo l'interpretazione di All at once in una serata del Festival di Sanremo 1987, dove Whitney Houston era tra gli ospiti internazionali. In quest'occasione la cantante si rifiutò di cantare in playback ed ottenne la richiesta del bis, fatto verificatosi solo tre volte nella storia del Festival.
Si ricorda poi, tra l'altro, un'esibizione in coppia con Gianni Morandi nella trasmissione RAI C'era un ragazzo nel 1999.